# Generał marszałek polny
Generał marszałek polny – stopień wojskowy w armii saskiej, pruskiej i bawarskiej oraz Armii Imperium Rosyjskiego (ros. Генера́л-фельдма́ршал).
Ranga generała marszałka polnego po raz pierwszy została wprowadzona w Niemczech w XVI wieku. W Rosji wprowadzony w 1699. We Francji i innych państwach odpowiadał mu stopień marszałka polnego. W historii polskiej wojskowości nie występował. Wehrmacht stosował stopień od 1936 roku jako najwyższy